# Foster City
Foster City es una acomodada ciudad planificada situada en el condado de San Mateo, California. A la fecha el censo 2000, la ciudad tenía una población total de 28.803. Foster City fue fundada en los años 60 en el terraplén dirigido en los pantanos de la bahía de San Francisco, en el borde del este de la ciudad de San Mateo (California). La ciudad fue nombrada en honor a T. Jack Foster, magnate de las propiedades inmobiliarias que poseyó mucha de la tierra que abarcaba la ciudad y que era instrumental en el diseño inicial. Su firma del sucesor, empresas Foster, funcionamiento de sus descendientes, sigue siendo activa en asuntos de las propiedades inmobiliarias a través del área de la bahía de San Francisco.

## Geografía
Foster City está situada en 37°33'5 " al norte, 122°15'59 " (37.551285, -122.266382) GR1 del oeste. Según la oficina de censo de Estados Unidos, la ciudad tiene un área total de 51.6 kilómetros de ² (² de 19.9 millas). 9.7 kilómetros de ² (² de 3.8 millas) de él son tierra y 41.9 kilómetros de ² (² de 16.2 millas) de él son agua. El área total es el agua 81.13%.

## Demografía
A la fecha el censo GR2 del 2000, hay 28.803 personas, 11.613 casas, y 7.931 familias que residen en la ciudad. La densidad demográfica es ² de los 2,957.7/km (² 7,664.4/mi). Hay 12.009 unidades de cubierta en una densidad media del ² del 1,233.2/km (² 3,195.6/mi). La división racial de la ciudad es 57.32% blancos, 2.89% afroamericanos, 0.52% americanos nativos, 33.52% asiáticos, 0.88% isleños pacíficos, 2.23% de otras razas, y 5.13% a partir de dos o más razas. 8.32% de la población son hispanos o latinos de cualquier raza.

## Educación
Foster City es casera a cuatro escuelas primarias públicas en el San Mateo-Foster City distrito escolar de primarias de la ciudad: Escuela primaria de Foster City, escuela primaria Brewer Island, y la escuela primaria de Audubon que da servicio a un jardín de niños través de primer grado hasta quinto grado. La secundaria Nathaniel Bowditch da servicios de 6.º a 8.º grados. Hay varias pre-escuelas privados y escuelas primarias a través de 5.º grado. Hay un distrito separado que son las preparatorias High School: San Mateo Uniopn High School District. No hay preparatorias High School situadas al este de la carretera 101 así que los estudiantes de Foster City atienden las preparatorias y escuelas públicas de San Mateo Union High School District de la ciudad de San Mateo y a otras preparatorias High Schools privadas en área de la bahía de San Francisco. De las cuatro escuelas públicas en Foster City, la escuela de Audubon, la escuela Foster City, y la escuela secundaria de Bowditch han ganado concesiones distinguidas en California. En 1993, Bowditch fue reconocido con el departamento de los EE. UU. de la de la educación blue ribbon. En 2005, Bowditch se convirtió en una escuela de California distinguida por segunda vez.
La Biblioteca del Condado de San Mateo tiene la Biblioteca de Foster City.

## Negocio
En Foster City se encuentra la sede central de la compañía Visa (tarjeta de crédito) (compañía). Las oficinas adicionales para las jefaturas corporativas de los EE. UU. de VISA, abiertas en San Francisco en 1999, pero fueron cerradas en 2006. En Foster City también se encuentran las sedes de Applied Biosystems, Arena Solutions, Electronics For Imaging, Gilead Sciences, Imperva Inc., Voex. La sede central de Sony Computer Entertainment también está en Foster City.

## Recreación
Como comunidad prevista, Foster City fue hecha para la reconstrucción. Se jacta 19 parques compuestos de más de 100 acres, incluyendo muchos campos de tenis públicos, los campos de béisbol y del fútbol, las cortes de baloncesto, y un dique a lo largo de la bahía de San Francisco. Foster City también mantiene 212 acres extensos, sistema incluido artificial de la laguna. Un punto de windsurfing de clase-mundial en la bahía de San Francisco se puede encontrar dentro de los límites de ciudad de Foster City. Hay un campo de golf de 9 hoyos. Además, el barco del Dragón del área de la bahía y los clubs de la Outrigger Canoa laterales funcionan en la laguna.